# Elgin (Nebraska)
Elgin je grad u američkoj saveznoj državi Nebraska. Prema popisu stanovništva iz 2010. u njemu je živjelo 661 stanovnika.